# Suchohrad
Suchohrad (Hongaars:Dimvár) is een Slowaakse gemeente in de regio Bratislava, en maakt deel uit van het district Malacky.
Suchohrad telt 573 inwoners en grenst aan de Oostenrijkse gemeente Angern an der March.